# Paradaemonia
Paradaemonia este un gen de molii din familia Saturniidae. 

## Specii
- Paradaemonia balsasensis C. Mielke & Furtado, 2005
- Paradaemonia berlai Oiticica Filho, 1946
- Paradaemonia castanea (W. Rothschild, 1907)
- Paradaemonia gravis (Jordan, 1922)
- Paradaemonia mayi (Jordan, 1922)
- Paradaemonia nycteris (Jordan, 1922)
- Paradaemonia orsilochus (Maassen, 1869)
- Paradaemonia platydesmia (W. Rothschild, 1907)
- Paradaemonia pluto (Westwood, 1854)
- Paradaemonia ruschii May & Oiticica Filho, 1943
- Paradaemonia samba (Schaus, 1906)
- Paradaemonia terrena (Jordan, 1922)
- Paradaemonia thelia (Jordan, 1922)